# Gosnay
Gosnay és un municipi francès situat al departament del Pas de Calais i a la regió dels Alts de França. L'any 2007 tenia 1.078 habitants.

## Demografia

### Població
El 2007 la població de fet de Gosnay era de 1.078 persones. Hi havia 381 famílies de les quals 102 eren unipersonals (41 homes vivint sols i 61 dones vivint soles), 101 parelles sense fills, 158 parelles amb fills i 20 famílies monoparentals amb fills.
La població ha evolucionat segons el següent gràfic:
Habitants censats

### Habitatges
El 2007 hi havia 413 habitatges, 402 eren l'habitatge principal de la família, 1 era una segona residència i 9 estaven desocupats. 406 eren cases i 7 eren apartaments. Dels 402 habitatges principals, 188 estaven ocupats pels seus propietaris, 177 estaven llogats i ocupats pels llogaters i 38 estaven cedits a títol gratuït; 15 tenien dues cambres, 19 en tenien tres, 145 en tenien quatre i 223 en tenien cinc o més. 243 habitatges disposaven pel capbaix d'una plaça de pàrquing. A 186 habitatges hi havia un automòbil i a 123 n'hi havia dos o més.

### Piràmide de població
La piràmide de població per edats i sexe el 2009 era:
| Homes | Edats   | Dones |
| ----- | ------- | ----- |
| 0     | 95 o +  | 0     |
| 4     | 90 a 94 | 4     |
| 0     | 85 a 89 | 20    |
| 4     | 80 a 84 | 12    |
| 12    | 75 a 79 | 20    |
| 16    | 70 a 74 | 28    |
| 28    | 65 a 69 | 32    |
| 20    | 60 a 64 | 36    |
| 12    | 55 a 59 | 28    |
| 40    | 50 a 54 | 40    |
| 32    | 45 a 49 | 48    |
| 36    | 40 a 44 | 24    |
| 52    | 35 a 39 | 32    |
| 60    | 30 a 34 | 56    |
| 48    | 25 a 29 | 48    |
| 32    | 20 a 24 | 44    |
| 24    | 15 a 19 | 40    |
| 28    | 10 a 14 | 56    |
| 20    | 5 a 9   | 64    |
| 48    | 0 a 4   | 32    |

## Economia
El 2007 la població en edat de treballar era de 694 persones, 457 eren actives i 237 eren inactives. De les 457 persones actives 408 estaven ocupades (243 homes i 165 dones) i 47 estaven aturades (23 homes i 24 dones). De les 237 persones inactives 64 estaven jubilades, 77 estaven estudiant i 96 estaven classificades com a «altres inactius».

### Ingressos
El 2009 a Gosnay hi havia 387 unitats fiscals que integraven 1.018 persones, la mediana anual d'ingressos fiscals per persona era de 13.987 €.

### Activitats econòmiques
Dels 17 establiments que hi havia el 2007, 2 eren d'empreses alimentàries, 3 d'empreses de construcció, 2 d'empreses de comerç i reparació d'automòbils, 2 d'empreses d'hostatgeria i restauració, 1 d'una empresa d'informació i comunicació, 2 d'empreses immobiliàries, 1 d'una empresa de serveis, 1 d'una entitat de l'administració pública i 3 d'empreses classificades com a «altres activitats de serveis».
Dels 6 establiments de servei als particulars que hi havia el 2009, 1 era una fusteria, 2 lampisteries, 2 perruqueries i 1 restaurant.
Dels 3 establiments comercials que hi havia el 2009, 1 era una botiga de menys de 120 m² i 2 carnisseries.

## Equipaments sanitaris i escolars
El 2009 hi havia 1 escola maternal i 1 escola elemental.

## Poblacions més properes
El següent diagrama mostra les poblacions més properes.